# Sclerolinum magdalenae
Sclerolinum magdalenae är en ringmaskart som beskrevs av Southward 1972. Sclerolinum magdalenae ingår i släktet Sclerolinum och familjen skäggmaskar. Inga underarter finns listade i Catalogue of Life.